# Bahnhof Contwig
Der Bahnhof Contwig ist einer von insgesamt zwei Bahnhaltepunkten der rheinland-pfälzischen Ortsgemeinde Contwig. Er besitzt heute ein Bahnsteiggleis. Der Bahnhof liegt im Verbundgebiet des Verkehrsverbund Rhein-Neckar (VRN) und gehört zur Tarifzone 713.
Er wurde am 25. November 1875 als Durchgangsbahnhof der Südpfalzbahn Landau–Zweibrücken eröffnet. Sein Empfangsgebäude steht unter Denkmalschutz.

## Lage
Der Halt befindet sich am südöstlichen Ortsrand von Contwig. Die Bahnstrecke verläuft in diesem Bereich in einer langgestreckten Kurve in Ost-West-Richtung innerhalb des Schwarzbachtals.

## Geschichte

### Erste Bestrebungen für einen Bahnanschluss von Contwig
Im Zuge der Planung der Pfälzischen Ludwigsbahn stand die Streckenführung östlich von Bexbach nicht von Anfang an fest. Am 10. Januar 1838 fand in Speyer eine Versammlung statt, die den Beginn der Aktienzeichnung für die Strecke darstellte. Ein Gutsbesitzer aus Wachenheim schlug auf dieser vor, die Bahnlinie über Zweibrücken und von dort aus über Annweiler und Langenkandel an den Rhein verlaufen zu lassen. Die schriftliche Begründung folgte am 20. Januar des Jahres. Obwohl die Regierung des Rheinkreises dies nach München weiterleitete, setzte sie sich nicht durch. Ein weiterer Teilnehmer der Veranstaltung argumentierte, das eine entsprechende Streckenführung entlang zwar kostengünstiger sei, jedoch weniger Gewinn brächte als eine solche über Kaiserslautern.
Mit Gründung der Bayerischen Eisenbahngesellschaft der Pfalz/Rheinschanz-Bexbacher-Bahn am 20. März 1838 stand mit der Rheinschanze der östliche Endpunkt ebenfalls fest, wodurch ein Bahnanschluss von Contwig zunächst in weite Ferne rückte.

### Planung und Bau der Strecke Landau–Zweibrücken
Dennoch gab es selbst nach der Eröffnung der Ludwigsbahn auf ihrer vollen Länge im Jahr 1849 Bestrebungen, eine Strecke von Zweibrücken bis nach Landau zu errichten. Die pfälzische Eisenbahnverwaltung lehnte eine solche jedoch zunächst ab, da sie zum einen eine Konkurrenz zur Ludwigsbahn befürchtete und zum anderen sich der Bau des Streckenabschnitts durch den Pfälzerwald sehr aufwändig gestalten würde. Allerdings ließen die Queichtalgemeinden nicht locker und verfochten weiterhin hartnäckig den Bau einer solchen Verbindung. So sollten vor allem Annweiler mit seinen Industrieansiedlungen, aber auch die Orte zwischen Landau und Annweiler von einem Eisenbahnanschluss profitieren.
Vor diesem Hintergrund wurde von einem Planungskomitee zunächst als Ersatzlösung die Einrichtung einer Zweigbahn von Landau nach Annweiler in Erwägung gezogen. Dann jedoch änderte das Komitee auf Druck der Stadt Landau seine Konzeption und setzte sich daraufhin ebenfalls intensiv für den Bau einer Linie Landau–Pirmasens–Zweibrücken ein. Diesmal waren seine Bestrebungen erfolgreich: Das Komitee erhielt die Genehmigung, einen geeigneten Entwurf anzufertigen, der jedoch selbst finanziert werden musste. Die hierzu erforderliche Konzession wurde am 1. April 1865 erteilt.
Zwischen Pirmasens und Zweibrücken tauchten dabei Meinungsverschiedenheiten über den Trassenverlauf auf. So sollte ein Entwurf über Hengsberg führen, ein anderer über Walshausen und entlang der Trualb über Hornbach und Ixheim. Es stellte sich jedoch heraus, dass eine direkte Linienführung der Strecke über Pirmasens aufgrund der topographischen Verhältnisse sich als sehr schwierig gestalten würde. Daher wurde die Konzeption entwickelt, wonach die Trasse einige Kilometer nördlich der Stadt führen sollte. Sie sollte, von Osten kommend, zunächst durch das Tal der Rodalb führen und anschließend dem Schwarzbach folgen. Diese Linienführung hatte den Vorteil, dass nur eine geringfügige Steigung zu überwinden war und mit dem Neuhof-Tunnel bei Rodalben bloß ein Tunnel gebaut werden musste.

### Weitere Entwicklung
Zunächst 1874 wurde die Teilstrecke Landau–Annweiler fertiggestellt, wobei Teile des im ausgehenden 17. Jahrhundert errichteten Albersweilerer Kanals überbaut worden waren; eine Inbetriebnahme dieses Abschnittes erfolgte am 12. September 1874. Schon am 25. November 1875 wurde die Strecke bis nach Zweibrücken verlängert.  Ab 1887 war die Magistrale Landau–Bierbach durchgehend zweigleisig.
Anfang des 20. Jahrhunderts erhielt der Bahnhof wie alle in der Pfalz Bahnsteigsperren. Während dieser Zeit wurde der Bahnhof von der Betriebs- und Bauinspektion Zweibrücken verwaltet und gehörte zum Zuständigkeitsbereich der Bahnmeisterei Zweibrücken. 1922 erfolgte die Eingliederung des Bahnhofs in die neu gegründete Reichsbahndirektion Ludwigshafen. Ein Jahr später wurden die am Bahnhof beschäftigten Eisenbahner im Zuge des von Frankreich durchgeführten, bis 1924 dauernden Regiebetriebs ausgewiesen. Danach kehrten sie zurück. Im Zuge der Auflösung der Ludwigshafener Direktion wechselte er zum 1. Mai 1936 in den Zuständigkeitsbereich der Direktion Saarbrücken; zu dieser Zeit unterstand er dem Betriebsamt (RBA) Zweibrücken. Im Zuge von Reparationsleistungen wurde entlang Strecke nach dem Zweiten Weltkrieg das zweite Gleis zwischen Landau und Bierbach durch die französische Besatzungsmacht demontiert, wodurch die Magistrale allmählich an Bedeutung verlor.
Die Deutsche Bundesbahn gliederte den Bahnhof in die Bundesbahndirektion Mainz ein, der sie alle Bahnlinien innerhalb des neu geschaffenen Bundeslandes Rheinland-Pfalz zuteilte. am 1. August 1971 gelangte die Strecke im Zuge der Auflösung der Mainzer Direktion erneut in den Zuständigkeitsbereich ihres Saarbrücker Pendants.  Zur selben Zeit wurden die Bahnsteigsperren aufgehoben. 1993 hegte die Bundesbahn Pläne die Strecke zwischen Wilgartswiesen und Zweibrücken stillzulegen, was jedoch durch die Bahnreform verhindert wurde. Zur selben Zeit wurde der Bahnhof außerdem zum Haltepunkt zurückgebaut. Seit 2000 lag die Strecke, wie die gesamte Westpfalz, im Westpfalz-Verkehrsverbund (WVV), ehe dieser sechs Jahre später im Verkehrsverbund Rhein-Neckar (VRN) aufging.

## Bauwerke

### Gebäude
Das Empfangsgebäude sowie der Güterschuppen haben für den Bahnbetrieb keine Bedeutung mehr. Letzterer dient inzwischen einem Industriebetrieb. Wann das Bahnhofsgebäude errichtet wurde, lässt sich heute nicht mehr mit Sicherheit feststellen. Angeblich stammt es aus der Zeit um 1900, obwohl sein Erscheinungsbild deutlich älter ist.
Das Bahnhofgebäude wurde verkauft und renoviert. Es dient jetzt als Wohnhaus.

### Bahnsteig
| Gleis | Nutzbare Länge | Bahnsteighöhe | Aktuelle Nutzung                                     |
| ----- | -------------- | ------------- | ---------------------------------------------------- |
| 1     | 134 m          | 55 cm         | Regionalbahnen in Richtung Pirmasens und Saarbrücken |

## Verkehr
Der Fahrplan von 1897 enthielt durchgehende Nahverkehrszüge von Zweibrücken bis Germersheim; daneben verkehrten solche zusätzlich zwischen Zweibrücken und Biebermühle bis Pirmasens. Ein Jahrzehnt später verkehrten zwischen Landau und Zweibrücken fünf Nahverkehrszüge; hinzu kam ein weiteres Zugpaar der Relation Zweibrücken–Pirmasens. Seit 1994 verkehrten stündlich Züge der Relation Saarbrücken–Pirmasens, die zwischen Saarbrücken und Rohrbach ausschließlich in St. Ingbert halten.
| Zuggattung | Streckenverlauf                                                                                              | Taktfrequenz |
| ---------- | --- | ------------ |
| RB 68      | Saarbrücken Hbf – St. Ingbert – Rohrbach (Saar) – Zweibrücken Hbf – Contwig – Pirmasens Nord – Pirmasens Hbf | stündlich    |